# 織田信光

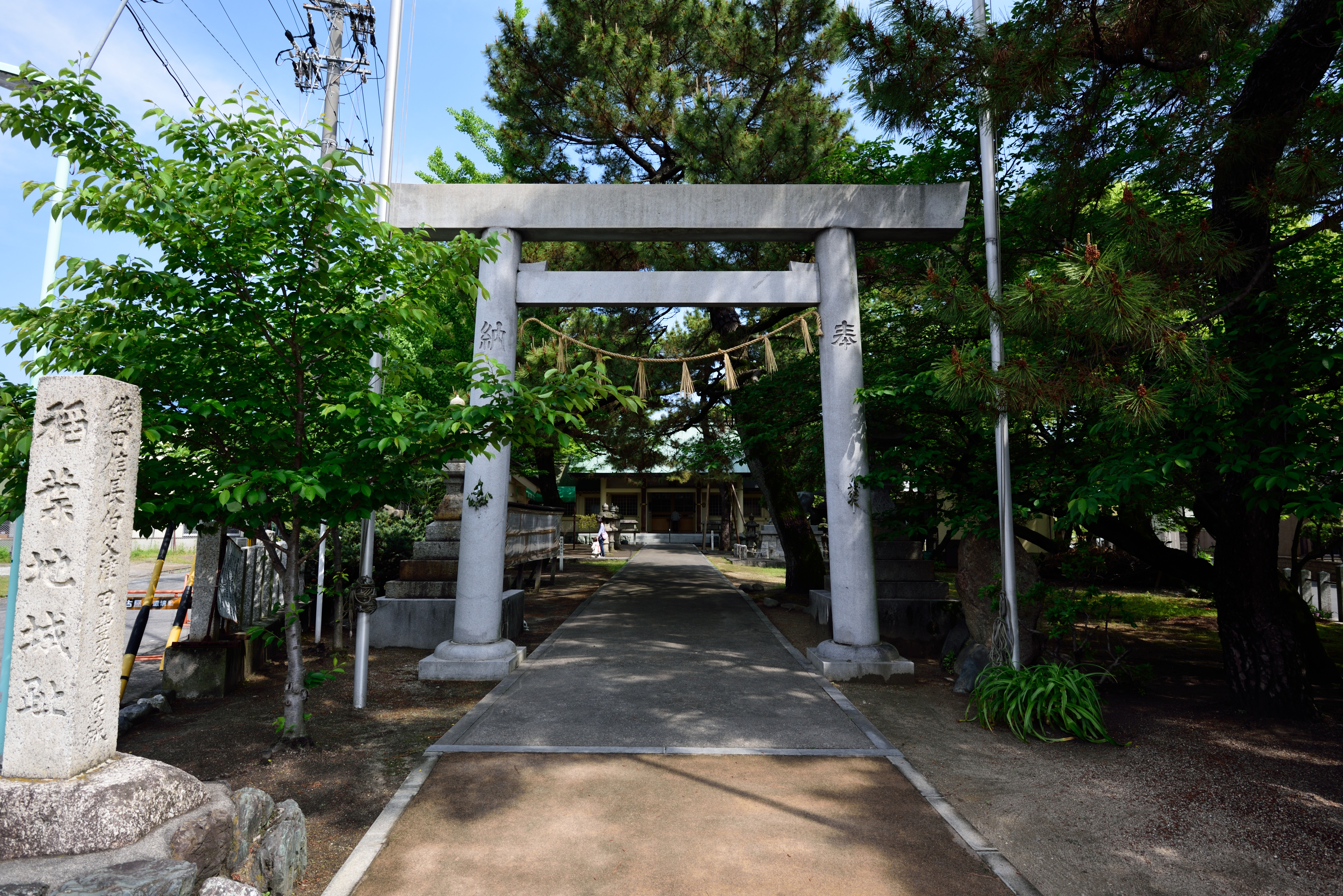
信光の居城だった稲葉地城址（名古屋市中村区の神明社）

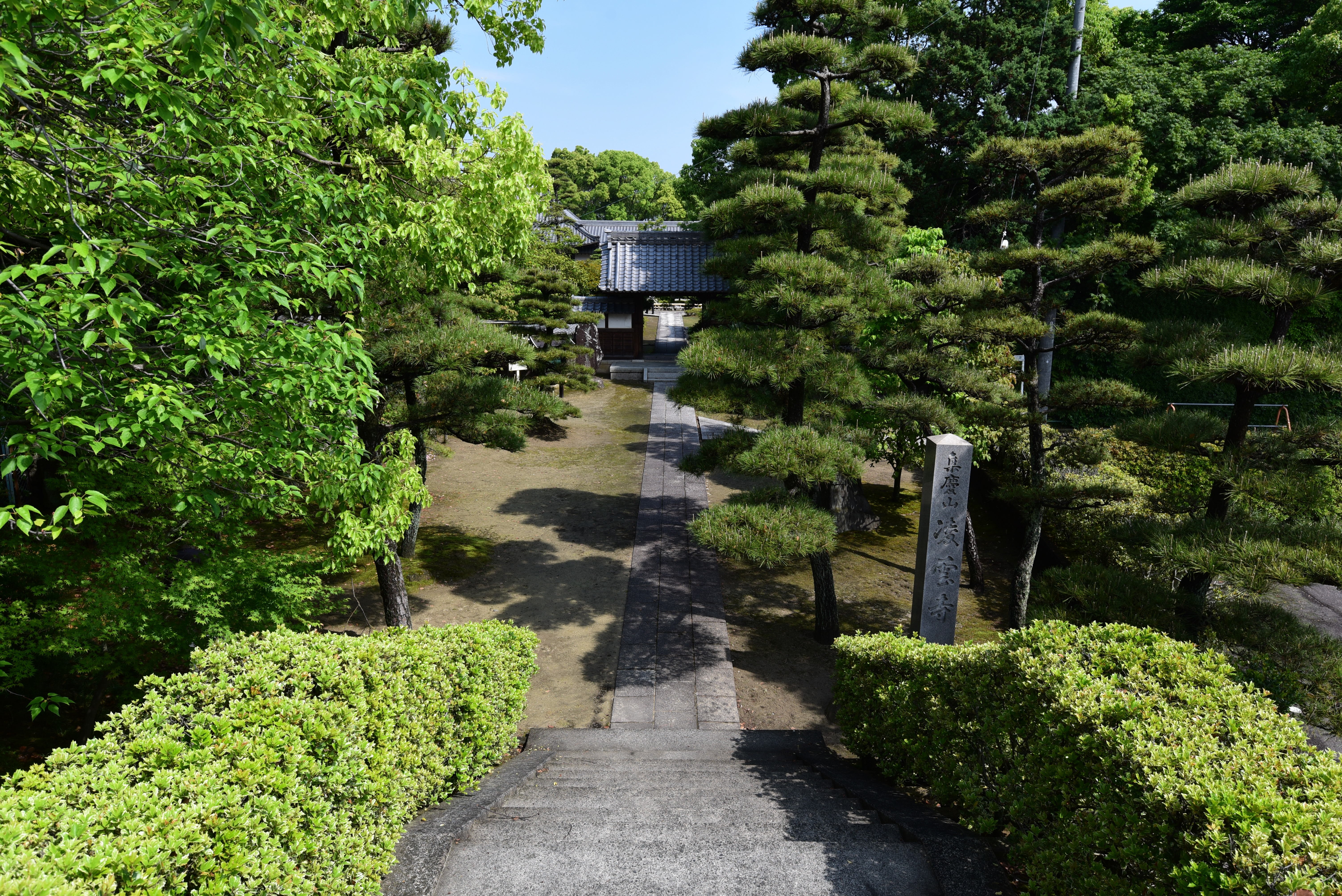
信光の菩提寺である凌雲寺

織田 信光（おだ のぶみつ）は、戦国時代の武将。津田豊前守信光とも。織田信定の子、信秀の弟。通称は孫三郎。愛知県西部にあたる尾張国の稲葉地城および守山城主。織田信長の叔父にあたる。

## 生涯
永正13年（1516年）、尾張国の織田弾正忠家の当主・織田信定の子として誕生。若年より武略に優れ、兄・信秀に従って小豆坂の戦いに出陣し武功を挙げ、『甫庵信長記』などによれば小豆坂七本槍の一人として名を馳せた。
天文4年（1535年）、居城の守山城を松平清康に攻められるが、清康が重臣の阿部正豊に殺害されたことにより松平勢は撤収した（守山崩れ）。信秀の死後は、家督を継いだ甥の織田信長を支持し、萱津の戦い、村木砦の戦いなどで活躍した。
『信長公記』によると、信長と敵対する織田大和守家当主・織田信友の重臣・坂井大膳の誘いに応じるふりをし、天文24年（1555年）4月19日に清洲城に入城。翌20日、信友を謀殺して清洲城を奪い、大膳は今川義元の下に逃れた。
信光は信長に清洲城を渡すと、自身は信長より譲られた那古野城に入ったが、弘治元年11月26日（1556年1月7日）に不慮の死を遂げた。『甫庵信長記』によると、近臣で北の方（信光夫人）と通じていた坂井孫八郎により殺害されたという。

## 系図
```
織田信光
┣━━━┳━━━┓

信成
　　
信昌
　仙千代
┣━━━┓ 

正信
　光徳院
```

## 演じた俳優
- 長谷川明男（信長 KING OF ZIPANGU、NHK大河ドラマ、1992年）
- 大出俊（織田信長、テレビ東京 12時間超ワイドドラマ、1994年）
- 木下ほうか（麒麟がくる、NHK大河ドラマ、2020年）